# Maksimafilia
Maksimafilia – dział zbieractwa, której przedmiotem są karty maksimum, jej początek zawdzięcza się kolekcjonowaniu widokówek z naklejonym znaczkiem pocztowym po stronie widokowej. Pierwsze karty maksimum były przypadkowe i przedstawiały na przykład sfinksa i piramidy w Egipcie, późniejszy rozwój tej dziedziny spowodował wyodrębnienie maksimafilii jako samodzielny rodzaj zbieractwa filatelistycznego.